# Jamie Parker
Jamie Parker (* 14. srpna 1979 Middlesbrough) je britský herec. Hrál postavu Harryho Potter v divadelní hře Harry Potter a prokleté dítě (premiéra v roce 2016) po boku Poppy Millerové.
Vystudoval Loretto School, Královskou akademii dramatického umění a Carlingford High School. Od roku 2007 je ženatý s Deborah Croweovou, mají syna Williama Parkera.